# Ghazi Albuliwi
Ghazi Albuliwi (né le 13 juin 1976 à Amman, en Jordanie) est un acteur, réalisateur, scénariste et producteur de cinéma américain d'origine jordanienne.

## Filmographie

### Comme réalisateur, scénariste, producteur
- 2002 : West Bank Brooklyn
- 2013 : Only in New York (titre de travail Peace After Marriage, post-production)

### Comme coscénariste
- 2012 : Héritage de Hiam Abbass (avec Ala Hlehel (scénario originel), Hiam Abbass et Nadine Naous)

### Comme acteur
- 2002 : West Bank Brooklyn : Saddam
- 2008 : Broadway Bound de Bandar Albuliwi : Acteur pakistanais
- 2012 : Héritage de Hiam Abbass : Cousin Ali
- 2013 : Only in New York (titre de travail Peace After Marriage, post-production) : Arafat
- 2018 : Skin de Guy Nattiv (voix)